# 帚雀麦
帚雀麦（学名：Bromus scoparius）为禾本科雀麦属下的一个种。

## 扩展阅读
- 維基物種上的相關：帚雀麦